# Pierre Sardou
Pour les articles homonymes, voir Sardou.
Pierre Antoine Augustin Victorien Sardou, né à Marly-le-Roi le 5 octobre 1873 et mort le 25 août 1952 dans la même ville, est un architecte français, notamment architecte en chef des monuments historiques.

## Biographie
Fils aîné du dramaturge Victorien Sardou et de sa seconde épouse Marie Anne Corneille Soulié, Pierre devient élève de l’École des beaux-arts de Paris, où il obtient son diplôme en 1901.
Il est architecte en chef des bâtiments civils et palais nationaux et des monuments historiques à compter de l’année 1906.
À la suite de la mort de son père et au nom de sa famille, Pierre Sardou donne au musée Carnavalet le couronnement en bois sculpté et en fer forgé de la porte cochère de la maison qu'habitait Danton (dont le porche servait d'entrée à la cour du Commerce). Son père l'avait acheté lors du percement du boulevard Saint-Germain, comme un souvenir du Paris révolutionnaire.

## Principales réalisations
- Manoir de Denouval, Andrésy, 1904-1908.
- École maternelle de la rue Paul-Dubois, Paris, 1905.
- Banque d’Alsace et de Lorraine, place des Victoires à Paris.
- Église Notre-Dame du Rosaire, Paris 14, 1909-1911.
- Maison du Japon (Cité internationale universitaire), Paris 14e.
- Monument aux morts, Le Vieux Marly, 1920.
- Chapelle Notre-Dame-de-la-Salette de Suresnes, 1924 (inachevée).
- Siège du journal L’Intransigeant, Paris, 1925.
- Groupe scolaire composé du collège Modigliani et de l’école élémentaire Cherbourg, Paris 15e, 1936.
- Pavillon du Tourisme, passerelle de l'Alma, Paris, 1937.

## Restaurations
- Palais Granvelle à Besançon
- Église Notre-Dame de Dole
- Cathédrale de Saint-Claude, Jura.

## Distinctions
- Officier de la Légion d'honneur (1926 ; nommé chevalier en 1912).
- Officier d'académie (1908)